# Conjecture de modularité de Serre
En mathématiques, la conjecture de modularité de Serre, introduite par Jean-Pierre Serre (1975,1987), énonce qu'une représentation galoisienne impaire, irréductible et bidimensionnelle sur un corps fini provient d'une forme modulaire. Une version plus forte de cette conjecture spécifie le poids et le niveau de la forme modulaire. La conjecture dans le cas de niveau 1 a été prouvée par Chandrashekhar Khare en 2005, et une preuve de la conjecture complète a été complétée conjointement par Khare et Jean-Pierre Wintenberger en 2008.

## Formulation
La conjecture concerne le groupe de Galois absolu {\displaystyle G_{\mathbb {Q} }} du corps des nombres rationnels {\displaystyle \mathbb {Q} } .
Soit {\displaystyle \rho } une représentation absolument irréductible (i.e. irréductible sur le corps des complexes), continue et bidimensionnelle de {\displaystyle G_{\mathbb {Q} }} sur un corps fini {\displaystyle F=\mathbb {F} _{\ell ^{r}}}.
{\displaystyle \rho \colon G_{\mathbb {Q} }\rightarrow \mathrm {GL} _{2}(F).}
De plus, on suppose {\displaystyle \rho } est impaire, ce qui signifie que l'image de la conjugaison complexe a un déterminant -1.
À toute forme propre modulaire normalisée
{\displaystyle f=q+a_{2}q^{2}+a_{3}q^{3}+\cdots }
de niveau {\displaystyle N=N(\rho )}, poids {\displaystyle k=k(\rho )}, et caractères de Dirichlet
{\displaystyle \chi \colon \mathbb {Z} /N\mathbb {Z} \rightarrow F^{*}} ,
un théorème dû à Shimura, Deligne et Serre-Deligne associe à {\displaystyle f} une représentation
{\displaystyle \rho _{f}\colon G_{\mathbb {Q} }\rightarrow \mathrm {GL} _{2}({\mathcal {O}}),}
où {\displaystyle {\mathcal {O}}} est l'anneau des entiers dans une extension finie de {\displaystyle \mathbb {Q} _{\ell }}. Cette représentation est caractérisée par la condition que pour tout nombre premier {\displaystyle p}, premier avec {\displaystyle N\ell } on a
{\displaystyle \operatorname {Trace} (\rho _{f}(\operatorname {Frob} _{p}))=a_{p}}
et
{\displaystyle \det(\rho _{f}(\operatorname {Frob} _{p}))=p^{k-1}\chi (p).}
En réduisant cette représentation modulo l'idéal maximal de {\displaystyle {\mathcal {O}}} donne une représentation {\displaystyle {\overline {\rho _{f}}}} modulo {\displaystyle \ell } de {\displaystyle G_{\mathbb {Q} }}.
La conjecture de Serre affirme que pour toute représentation {\displaystyle \rho } comme ci-dessus, il existe une forme modulaire propre {\displaystyle f} tel que
{\displaystyle {\overline {\rho _{f}}}\cong \rho } .
Le niveau et le poids de la forme conjecturale {\displaystyle f} sont explicitement conjecturés dans l'article de Serre. De plus, il tire un certain nombre de résultats de cette conjecture, parmi lesquels le dernier théorème de Fermat et la conjecture (désormais prouvée) de Shimura-Taniyama-Weil, maintenant connue sous le nom de théorème de modularité (bien que celui-ci implique le dernier théorème de Fermat, Serre le prouve  directement à partir de sa conjecture).

## Niveau et poids optimaux
La forme forte de la conjecture de Serre décrit le niveau et le poids de la forme modulaire.
Le niveau optimal est le conducteur d'Artin de la représentation, avec la puissance de {\displaystyle l} supprimé.

## Preuve
Une preuve des cas de niveau 1 et de petit poids de la conjecture a été obtenue en 2004 par Chandrashekhar Khare et Jean-Pierre Wintenberger, et par Luis Dieulefait, indépendamment,.
En 2005, Chandrashekhar Khare a obtenu une preuve du cas de niveau 1 de la conjecture de Serre, et en 2008 une preuve de la conjecture complète en collaboration avec Jean-Pierre Wintenberger.